# Gouverneur de la province de Neuquén
Le gouverneur de Neuquén est un habitant de la Province de Neuquén, en Argentine, qui occupe le poste de gouverneur pour la période correspondante. Le gouverneur est élu aux côtés d'un vice-gouverneur. Actuellement, le gouverneur de Neuquén est Omar Gutiérrez.

## Gouverneurs depuis 1983
- Felipe Sapag (1983–1987)
- Pedro Salvatori (1987–1991)
- Jorge Omar Sobisch (1991–1995)
- Felipe Sapag (1995–1999)
- Jorge Omar Sobisch (1999–2007)
- Jorge Sapag (2007–2015)
- Omar Gutiérrez (2015-en fonction)